# Аль-Кутайлібія (нохія)
Аль-Кутайлібія (араб. ناحية القطيلبية) — нохія у Сирії, що входить до складу району Джебла провінції Латакія. Адміністративний центр — м. Аль-Кутайлібія.
| Сирія | Це незавершена стаття з географії Сирії. Ви можете допомогти проєкту, виправивши або дописавши її. |